# Saetgang (metropolitana di Seul)
Saetgang (샛강역 - 샛江驛, Saetgang-nyeok ) è una stazione della metropolitana di Seul servita dalla linea 9 della metropolitana di Seul e si trova nel quartiere di Yeongdeungpo-gu, a Seul.

## Linee
Metro 9
● Linea 9 (Codice: 916)

## Struttura
La stazione, realizzata sottoterra, è costituita da due banchine laterali protette da porte di banchina. Presso la stazione fermano solo i treni locali, mentre gli espressi corrono su due ulteriori binari, privi di banchine, al centro.
| Direzione Gaehwa       | ● Linea 9 | per Yeouido, Dangsan, Gayang, Gimpo Aeroporto e Gaehwa            |
| Direzione Sin-Nonhyeon | ● Linea 9 | per Noryangjin, Dongjak, Autostazione Extraurbana e Sin-Nonhyeon, |

## Stazioni adiacenti
| «        | Servizio        | »          |
| Linea 9  | Linea 9         | Linea 9    |
| -------- | --------------- | ---------- |
| Yeouido  | Locale (일반)   | Noryangjin |
| Transito | Espresso (급행) | Transito   |